# Grubojevići
Grubojevići su naseljeno mjesto u općini Foči, Republika Srpska, BiH. Popisano je kao samostalno naselje na popisu 1961., a na kasnijim popisima ne pojavljuje se, jer su 1962. pripojeni Kozarevini (Sl.list NRBiH, br.47/62).
Nalaze se blizu granice s Crnom Gorom.

## Stanovništvo
| Narod     | Popis 1961. |
| --------- | ----------- |
| Hrvati    |             |
| Muslimani | 44          |
| Srbi      | 56          |
| ostali    |             |
| Ukupno    | 100         |